# Hethemia insecutata
Hethemia insecutata är en fjärilsart som beskrevs av Walker 1863. Hethemia insecutata ingår i släktet Hethemia och familjen mätare. Inga underarter finns listade i Catalogue of Life.